# 布伦塔尔 (德国)
布伦塔尔（德語：Brunnthal，發音：[ˈbʁʊntaːl]）是德国巴伐利亚州上巴伐利亚行政区慕尼黑县的市镇，面积37.95平方千米，2023年12月31日人口为5,650人。